# Joan Sitjar i Bulcegura
Joan Sitjar i Bulcegura (la Bisbal d'Empordà, 1828—1900) fou un escriptor, poeta i propietari rural que va participar de la Renaixença. Col·laborà en diverses revistes, entre les quals Calendari Català, La Gramalla i La Renaixensa. A la Bisbal, formà part (juntament amb el seu germà Joaquim Sitjar, Josep Vancells i altres personalitats locals) del grup que editava el setmanari El Faro Bisbalense, on publicà diversos articles.
Era amic de Frederic Mistral, que també col·laborava a El Faro, i de Jacint Verdaguer. Rebé influències del mateix Verdaguer i de Marià Aguiló, i fou conegut popularment amb el nom de Lo Cançoner (o Lo Poeta) de la Vall d'Aro per la divulgació oral de la seva poesia i de la d'altres autors.
Els germans Sitjar eren partidaris d'un catalanisme conservador i treballaven per enaltir la llengua i la cultura catalanes. A més, tenien una devoció especial per Rosalía de Castro, que traduïren al català.